# Hickory Creek, Texas
Hickory Creek là một thị trấn thuộc quận Denton, tiểu bang Texas, Hoa Kỳ. Năm 2010, dân số của thị trấn này là 3247 người.

## Dân số
- Dân số năm 2000: 2078 người.
- Dân số năm 2010: 3247 người.